# Helge Rosvaenge
Helge Rosvaenge, także Roswaenge, właśc. Helge Rosenvinge Hansen (ur. 29 sierpnia 1897 w Kopenhadze, zm. 19 czerwca 1972 w Monachium) – duński śpiewak operowy, tenor.

## Życiorys
Ukończył studia na politechnice w Kopenhadze, śpiewu uczył się prywatnie w Kopenhadze i Berlinie. Zadebiutował w 1921 roku w operze w Neustrelitz jako Don José w Carmen Georges’a Bizeta. W kolejnych latach śpiewał w Altenburgu (1922–1924), Bazylei (1924–1926) i Kolonii (1926–1929). Od 1929 do 1944 roku był solistą Staatsoper w Berlinie. Od 1930 roku śpiewał też w Operze Wiedeńskiej. W latach 1932–1939 regularnie gościł na festiwalu w Salzburgu, kreując role Tamina w Czarodziejskim flecie W.A. Mozarta, Hüona w Oberonie C.M. von Webera i Florestana w Fideliu Beethovena. W 1934 i 1936 roku kreował tytułową rolę w Parsifalu Richarda Wagnera na festiwalu w Bayreuth. Gościnnie występował w Londynie, Mediolanie, Sztokholmie i Amsterdamie. Od 1949 roku mieszkał w Wiedniu, gdzie do 1960 roku był solistą Opery Wiedeńskiej. W 1963 i 1964 roku wystąpił w Carnegie Hall i Madison Square Garden w Nowym Jorku.
Otrzymał tytuł Kammersänger w Niemczech, Austrii i Danii. Poza repertuarem operowym wykonywał też pieśni. Opublikował książki Skratte Pajazzo (Kopenhaga 1945, tłum. niem. Lache Bajazzo Berlin 1963), Much es besser, mein Sohn (Lipsk 1962) oraz Leitfaden für Gesangsbeflissene (Monachium 1964).
Odznaczony został Orderem Danebroga w stopniu kawalera (1933) oraz odznaką honorową tegoż orderu (1940).